# Sawangan (Cipeundeuy)
Sawangan is een bestuurslaag in het regentschap Subang van de provincie West-Java, Indonesië. Sawangan telt 5376 inwoners (volkstelling 2010).